# Magnacar
Magnachar (llatí Magnacharius) (segle vi) fou segons diverses referències del bisbe Marius d'Avenches (sant Marius) de 555 a 565 el duc franc-alamà de l'Avènticum, o sigui la diòcesi d'Avenches. Fou el successor com a duc de Butilí i al seu torn va ser succeït per Vaefar.
Magnachar fou el pare de Marcatruda que es va casar abans del 561 amb el rei Guntram de Borgonya.